# Patrick Joye
Patrick Joye (ur. 26 sierpnia 1987 r. w Zurychu) – szwajcarski wioślarz.

## Osiągnięcia
- Mistrzostwa Świata – Poznań 2009 – czwórka bez sternika wagi lekkiej – 9. miejsce[1].